# Chronique des événements en cours
 (février 2022).
Si vous disposez d'ouvrages ou d'articles de référence ou si vous connaissez des sites web de qualité traitant du thème abordé ici, merci de compléter l'article en donnant les références utiles à sa vérifiabilité et en les liant à la section « Notes et références ».
La Chronique des événements en cours (russe : Хро́ника теку́щих собы́тий, Khronika tekushchikh sobytiy)  était l'un des plus anciens périodiques samizdats de l'URSS post-Staline. Ce bulletin d'information non officiel faisait état des violations des droits civiques et de la procédure judiciaire par le gouvernement soviétique et des réponses à ces violations par les citoyens de toute l'Union soviétique. Apparu pour la première fois en avril 1968, il est rapidement devenu la principale voix du mouvement des droits de l'homme en Union soviétique, dans le pays et à l'étranger.

## Histoire
Au cours de ses 15 années d'existence, la Chronique a couvert 424 procès politiques, dans lesquels 753 personnes furent condamnées. Pas un seul des accusés ne fut acquitté. En outre, 164 personnes ont été déclarées folles et envoyées pour des périodes indéfinies de traitement obligatoire dans des hôpitaux psychiatriques. En 1973, la romancière et critique littéraire Lydia Tchoukovskaïa écrivit : 
« ... la persécution du samizdat, de la "Chronique des événements en cours", de Sakharov, de Soljenitsyne et de centaines d'autres personnes ne peut être qualifiée de lutte idéologique. Il s'agit d'une nouvelle tentative de faire taire les voix humaines par le biais des prisons et des camps. »
Malgré le harcèlement constant des autorités soviétiques, plus de soixante numéros de la Chronique ont été compilés et publiés (mis en circulation) entre avril 1968 et août 1983. Un numéro (n° 59, novembre 1980) fut confisqué par le KGB. Le dernier numéro à paraître (n° 64, juin 1982) n'a été mis en circulation qu'à la toute fin du mois d'août de l'année suivante. Du matériel avait été rassemblé et disponible jusqu'au 31 décembre 1982, mais le numéro 65 ne fut jamais mis en circulation.

## Contributeurs
- Lioudmila Alexeïeva
- Natalia Gorbanevskaïa